# Nori de' Nobili
Eleonora de' Nobili Augusti, nota come Nori de’ Nobili (Pesaro, 17 dicembre 1902 – Modena, 2 giugno 1968), è stata una pittrice e poeta italiana.

## Biografia
Nacque a Pesaro e visse l'infanzia a Ripe, in provincia di Ancona, in una villa denominata Centofinestre, prima figlia di Luisa Augusti e Carlo de' Nobili, un ufficiale di artiglieria. Si interessò giovanissima all'arte e, durante gli studi superiori, seguì a Fano alcune lezioni del pittore Giusto Cespi. Nel 1920, il padre si trasferì a Roma e lei lo raggiunse per approfondire gli studi artistici. Nel 1924 si spostò con tutta la famiglia a Firenze, dove ebbe l'opportunità di frequentare da allieva lo studio del pittore macchiaiolo Ludovico Tommasi, grazie al quale raggiunse una maturità espressiva.
Frequentando il mondo intellettuale dell'epoca, conobbe un critico d'arte fiorentino, Aniceto Del Massa, che l'aiutò a partecipare nel 1930 alla IV Mostra Regionale Toscana e col quale intrecciò un rapporto contrastato. Subì i pregiudizi sessisti del momento e, tra varie difficoltà, cominciò ad accusare via via i primi sintomi di una malattia nervosa che la portò a tentare il suicidio.
All'età di 33 anni, in seguito alla morte del fratello Alberto al quale era particolarmente legata, ebbe un crollo psichico e venne rinchiusa in un manicomio a Modena. In questa seconda e ultima parte della sua vita, vissuta in solitudine, si dedicò completamente all'arte poetica e pittorica, scrivendo l'autobiografia in versi e realizzando oltre mille opere pittoriche in stile espressionista, in particolare autoritratti, denunciando l'ipocrisia del periodo storico da lei vissuto. 
Morì in manicomio all'età di 66 anni. 

## Il Museo Nori de' Nobili
Un museo intitolato alla memoria di Nori de' Nobili è stato aperto a Ripe, città della sua infanzia, e conserva l'archivio storico e circa settanta opere dell'artista. Il museo fa parte del Sistema Museale della Provincia di Ancona, e gestisce un premio di arti visive intitolato all'artista con successiva mostra collettiva.